# Polypnée
 (janvier 2016).
Si vous disposez d'ouvrages ou d'articles de référence ou si vous connaissez des sites web de qualité traitant du thème abordé ici, merci de compléter l'article en donnant les références utiles à sa vérifiabilité et en les liant à la section « Notes et références ».
Une polypnée est une augmentation de la fréquence respiratoire, avec diminution du volume courant. La ventilation est rapide et superficielle. Du fait de la constance de l'espace mort physiologique, la polypnée peut entraîner, par une augmentation de la fraction d'espace mort non suffisamment compensée par l'augmentation de la fréquence respiratoire, une hypoventilation alvéolaire.
Elle est définie par une augmentation de la fréquence respiratoire, et dépend de l'âge du patient :
- J1 : FR > 60
- 1 mois : FR > 40
- 2 ans : FR > 30
- 10 ans : FR > 20

La polypnée est distincte de la tachypnée, qui est une accélération de la fréquence respiratoire à même volume courant.
La ventilation est rapide et profonde. La tachypnée augmente la ventilation alvéolaire.